# Can Ferrer (Sant Miquel Sesperxes)
Can Ferrer és una masia del terme municipal de Sant Martí de Centelles, a la comarca catalana d'Osona, en terres del poble rural de Sant Miquel Sesperxes.
Està situada a prop de l'extrem de ponent del sector central del terme municipal, en un lloc on les masies de Can Ferrer, Can Costeta, Can Deixafer, Can Ferra, Can Marçó, Ca l'Oleguer i Ca la Viuda formen el veïnat del Racó de la Font. Es troba al nord de la carretera C-1413b, entre els punts quilomètrics 9 i 10.
Es tracta d'una construcció aïllada de planta quadrangular de planta baixa més pis amb un petit annex amb el qual tanquen un petit pati d'accés. L'origen d'aquesta construcció es remuntaria el segle xvi i apareix documementat l'any 1843 juntament amb altres masos del veïnat de racó de la Font. Es creu que era habitatge de menestrals i pel seu topònim hom pensa que hi visqué un ferrer. L'edifici principal està bastit per petits carreus bastament treballats i lligats amb argamassa o morter amb arrebossat exterior. La teulada de l'edifici és a doble vessant, aiguavessant als costats i amb ràfec a la cantonada.